# Erik Pløen
Erik Pløen, född 10 februari 1925 i Gran, död 10 oktober 2004 i Son, var en norsk keramiker.
Pløen började sin konstnärsbana som lärling hos Schneider och Knutzen, som drev Norges första moderna keramikverkstad. Han öppnade egen verkstad 1946 och arbetade från 1957 uteslutande med stengods; år 1964 började han, som först i Norge, använda gasugn. Han inspirerades av äldre orientalisk keramik och utvecklade genom ständiga experiment en personlig stil i form och glasyr. Ett genomgående tema i hans produktion, särskilt efter 1970, var naturens former, både över och under vatten. 1963–1964 var han gästprofessor vid University of Chicago.
Pløen mottog flera internationella utmärkelser, däribland Lunningpriset 1961, och är representerad i de norska konstindustrimuseerna och i flera utländska samlingar. I Sverige har Erik Pløen visats i separatutställningar på Höganäs Museum och Konsthall, Höganäs 1975, Kulturhuset, Stockholm 1976 och Röhsska konstslöjdmuseet, Göteborg 1982 (tillsammans med hustrun Ingvil Havrevold).
Han var gift två gånger, först från 1951 med keramikkonstnären Anne-Grete Pløen och sedan från 1976 med Ingvil Havrevold.